# 黑爾布倫山

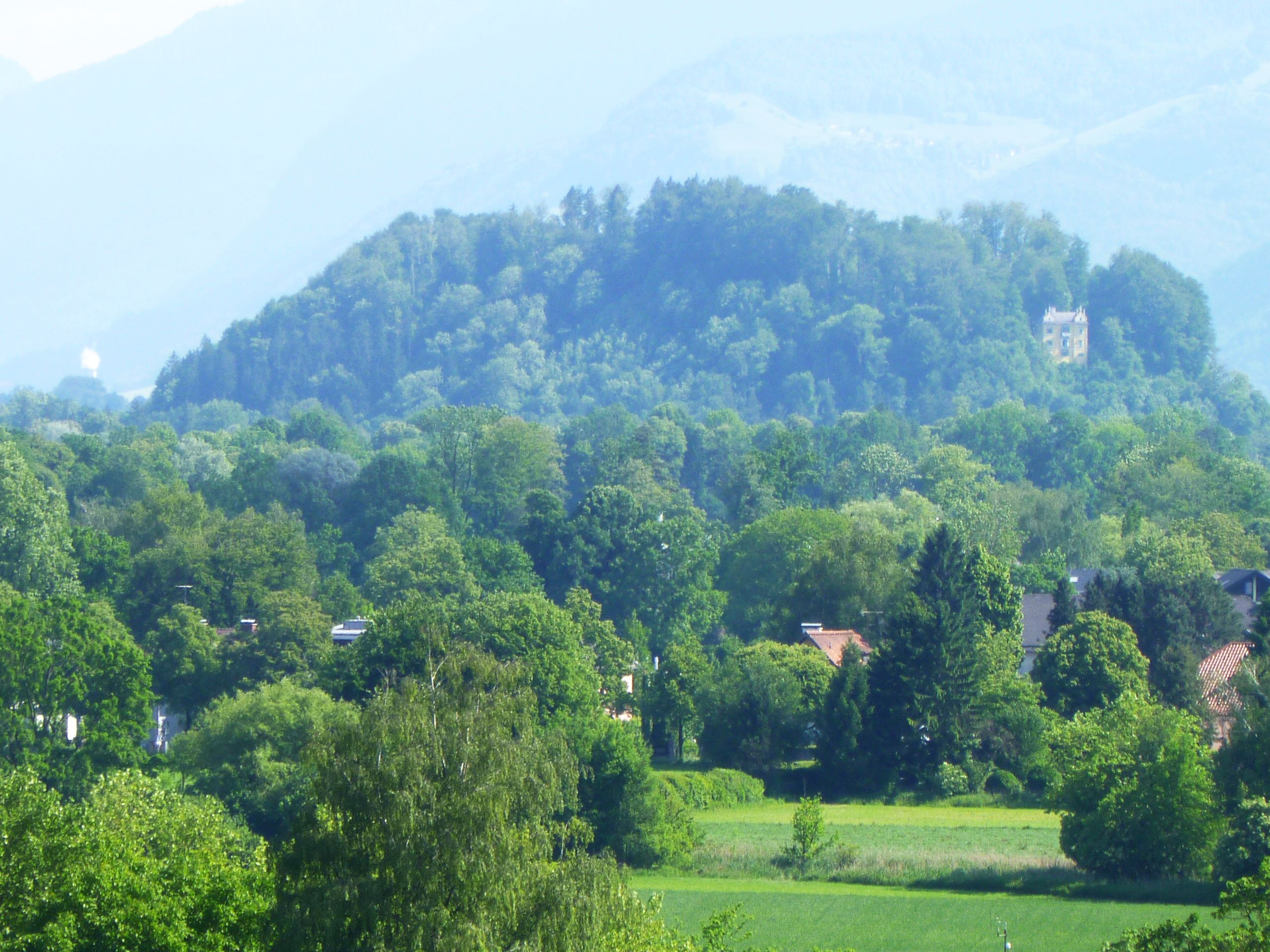

47°45′34″N 13°3′59″E / 47.75944°N 13.06639°E
黑爾布倫山（德語：Hellbrunner Berg），是奧地利的山峰，位於該國中部，由薩爾茨堡州負責管轄，屬於貝希特斯加登阿爾卑斯山脈的一部分，距離亨斯特貝格山1.8公里，海拔高度515米，每年平均降雨量1,894毫米。